# Eder Carlos Rocha Quintão
Eder Carlos Rocha Quintão (11 de outubro de 1933) é um pesquisador brasileiro, membro titular da Academia Brasileira de Ciências na área de Ciências da Saúde desde 4 de junho de 2003. É professor da Faculdade de Medicina da Universidade de São Paulo.
Foi condecorado na Ordem Nacional do Mérito Científico.